# .sk
Pour les articles homonymes, voir SK.
.sk est le domaine de premier niveau national réservé à la Slovaquie, enregistré en 1993.